# Penn Badgley
Penn Dayton Badgley (Baltimore, 1 de novembro de 1986) é um ator norte-americano, mais conhecido por interpretar Dan Humphrey na série de televisão Gossip Girl e Joe Goldberg na série You.

## Biografia
Badgley nasceu em Baltimore, mas cresceu entre Seattle e Richmond, na Virgínia. Envolveu-se ativamente no Seatle Children's Theater e em seus trabalhos de dublagem, o que fez com que ele se mudasse para Los Angeles para dar início à sua carreira de ator. Depois de sua mudança, obteve um pequeno papel em Will & Grace e papéis recorrentes em The Young and the Restless, The Brothers Garcia, Daddio e What I Like About You, e o protagonista Joel, em Do Over. No cinema, participou da comédia John Tucker Must Die e de Forever Strong.
O ator, depois de formado, quando recebeu o título de bacharel (na Santa Monica Community College), com apenas 14 anos, decidiu adiar seu ingresso na Universidade do Sul da Califórnia até que seu cronograma de trabalho o permitisse. 

## Vida pessoal
Penn namorou por três anos a atriz Blake Lively, com quem contracena na série Gossip Girl. Penn e Blake se conheceram aos 11 anos em Los Angeles, mas só foram namorar quando começaram a gravar Gossip Girl. Eles terminaram o namoro oficialmente em outubro de 2010. Um representante da série confirmou que Blake Lively e Penn Bagdley estariam separados desde setembro, mas que eles estão sendo profissionais e continuam amigos.
Até 2013 namorou a também atriz Zoe Kravitz.
Em 2014, ele começou um relacionamento com a cantora britânica Domino Kirke. Eles se casaram em um tribunal de Nova Iorque em 27 de fevereiro de 2017.
No domingo (20/09), Penn Badley, conhecido por seus papéis em Gossip Girl e Você, e sua esposa, Domino Kirkle, anunciaram nas redes sociais o nascimento de seu primeiro filho juntos. 
“Seu coração moldou sua casa”, escreveu Domino na legenda da postagem do Instagram.
O casal revelou que o bebê nasceu no dia 11 de agosto 

## Filmografia
| Ano       | Título                     | Personagem            | Notas                                          |
| --------- | -------------------------- | --------------------- | ---------------------------------------------- |
| 1999      | Will & Grace               | Todd                  | Episódio: I Never Promised You an Olive Garden |
| 1999      | Mario Golf                 | Voice Over            | (Voz)                                          |
| 2000      | The Brothers Garcia        | Eddie Bauer           |                                                |
| 2000      | Bull                       | Zack                  | Episódio: Love's Labor Lost                    |
| 2000      | Mario Tennis               | Voice Over            | (Voz)                                          |
| 2000      | Daddio                     | Todd                  |                                                |
| 2001      | The Fluffer                | Young Sean            |                                                |
| 2001      | The Young and the Restless | Phillip Chancellor IV | 2000-2001                                      |
| 2002      | What I Like About You      | Jake Wood             | Episódio: Copy That                            |
| 2002      | Do Over                    | Joel Larsen           |                                                |
| 2003      | The Twilight Zone          | Jace Malone           | Episódio: Homecoming                           |
| 2004      | The Mountain               | Sam Tunney            | 2004-2005                                      |
| 2006      | The Bedford Diaries        | Owen Gregory          | Série                                          |
| 2006      | John Tucker Must Die       | Scott Tucker          |                                                |
| 2006      | Drive-Thru                 | Van                   |                                                |
| 2007      | Gossip Girl                | Dan Humphrey          | 2007-2012                                      |
| 2008      | Forever Strong             | Lars                  |                                                |
| 2009      | The Stepfather             | Michael               | Papel Principal                                |
| 2009      | The Juggler                | The Stud              | Pós-produção                                   |
| 2009      | Moth                       |                       | Produtor-Executivo                             |
| 2010      | Easy A                     | Woodchuck Todd        |                                                |
| 2011      | Margin Call                | Seth Bregman          | Papel Principal                                |
| 2013      | The Ring 3D                | Simon Carter          |                                                |
| 2013      | Greetings From Tim Buckley | Jeff Buckley          | Papel Principal                                |
| 2014      | Parts per Billion          | Erik                  |                                                |
| 2015      | Cymbeline                  | Posthumus             |                                                |
| 2015      | The Slap                   | Jamie                 | 2 episódios                                    |
| 2016      | The Paper Store            | Sigurd Rossdale       |                                                |
| 2016      | Adam Green's Aladdin       | Príncipe de Mônaco    |                                                |
| 2018–2025 | You                        | Joe Goldberg          | Elenco Principal                               |
| 2021      | Here Today                 | Rex Burnz             |                                                |

## Etnia
A etnia de Penn inclui: irlandeses, ingleses, quantidades menores de franco-canadenses, alemães, escoceses, provavelmente cerca de 1/16 ou 1/32 afro-jamaicanos, e remotos holandeses, turcos, galeses e huguenotes franceses.